# 安曇野市立三郷中学校
安曇野市立三郷中学校（あづみのしりつ みさとちゅうがっこう）は長野県安曇野市三郷明盛にある中学校。

## 設置者
- 安曇野市

## 所在地
- 長野県安曇野市三郷明盛1885-1

## 通学区域
- 安曇野市のうち三郷地域
- 三郷中学校の学区は三郷小学校と同じ学区である。

## 沿革
- 1952年（昭和27年）4月1日 温村明盛村中学校組合立温明中学校・小倉村立小倉中学校を統合し、温村明盛村小倉村中学校組合立瑞穂中学校を設置。
- 1954年（昭和29年）6月1日 温村・明盛村・小倉村が合併し三郷村となったことに伴い、三郷村立三郷中学校に改称。
- 2005年（平成17年）10月1日 南安曇郡豊科町・穂高町・三郷村・堀金村と東筑摩郡明科町が合併し安曇野市となったことに伴い、安曇野市立三郷中学校に改称。

## 部活動
- 男子バスケットボール部
- 女子バスケットボール部
- 男子バレーボール部
- 女子バレーボール部
- 男子ソフトテニス部
- 女子ソフトテニス部
- 卓球部
- 陸上競技部
- 柔道部
- 剣道部
- サッカー部
- 野球部
- 吹奏楽部
- 合唱部
- 美術部
- 科学部

## 卒業生
- 山口亜紀（フリーアナウンサー）
- 浅野博亮（バレーボール選手）